# كارستن بروبر
كارستن بروبر (بالألمانية: Carsten Pröpper)‏ هو لاعب كرة قدم ألماني في مركز الوسط، ولد في 20 أكتوبر 1967 في رمشايد في ألمانيا. لعب مع روت فايس أوبرهاوزن ونادي سانت باولي ونادي فوبرتال الرياضي.

## وصلات خارجية
- كارستن بروبر على موقع قاعدة بيانات كرة القدم.إي يو (الإنجليزية)
- كارستن بروبر على موقع بيانات كرة القدم. دي إي (الألمانية)
- كارستن بروبر على موقع عالم كرة القدم.نت (الإنجليزية)